# Монтотоне
Монтотоне (итал. Montottone) насеље је у Италији у округу Фермо, региону Марке.
Према процени из 2011. у насељу је живело 522 становника. Насеље се налази на надморској висини од 260 м.

## Становништво
| 1931. | 1936. | 1951. | 1961. | 1971. | 1981. | 1991. | 2001. | 2011. |
| ----- | ----- | ----- | ----- | ----- | ----- | ----- | ----- | ----- |
| 2.235 | 2.244 | 1.911 | 1.991 | 1.349 | 1.178 | 1.971 | 1.032 | 1.011 |